# Piecewo (Grande-Pologne)
Pour les articles homonymes, voir Piecewo.
Piecewo (prononciation : [pjɛˈt͡sɛvɔ]) est un village polonais de la gmina de Tarnówka dans le powiat de Złotów de la voïvodie de Grande-Pologne dans le centre-ouest de la Pologne.
Il se situe à environ 5 kilomètres au nord-est de Tarnówka (siège de la gmina), 11 kilomètres à l'ouest de Złotów (siège du powiat), et à 109 kilomètres au nord de Poznań (capitale de la Grande-Pologne).

## Histoire
De 1975 à 1998, le village faisait partie du territoire de la voïvodie de Piła.

Depuis 1999, Piecewo est situé dans la voïvodie de Grande-Pologne.
Le village possède une population de 212 habitants.